# Carol (film)
Pour les articles homonymes, voir Carol.
Pour plus de détails, voir Fiche technique et Distribution.
Carol est un film de Noël américano-britannique réalisé par Todd Haynes qui est sorti en 2015 au Royaume-Uni et en France en janvier 2016.
C’est un film historique et un mélodrame sentimental, adapté d’un roman de Patricia Highsmith (The Price of Salt) et se déroule en 1952 et 1953 à New York. Il décrit la relation amoureuse impossible entre une jeune vendeuse (Rooney Mara) et une élégante bourgeoise d’âge mûr, en instance de divorce (Cate Blanchett). Le film aborde les thèmes de l’homophobie et du sexisme dans l’Amérique conservatrice des années 1950. Malgré un accueil favorable de la critique, il n’a pas connu un grand succès public.
Carol est inclus dans la liste des 10 meilleurs films de l'année 2015 publiée par l'American Film Institute (AFI). Il est aussi inclus dans la sélection des critiques du New York Times des meilleurs films de l'année 2015.

## Synopsis
Durant la saison des fêtes de fin d'année, en 1952, Therese Belivet, photographe en herbe, travaille dans un grand magasin de Manhattan. Elle rencontre Carol Aird, une femme riche et séduisante, qui cherche une poupée à offrir à sa fille Rindy. Sous les recommandations de Therese, elle finit par lui acheter un train miniature. Quand Carol s'en va, elle laisse ses gants sur le comptoir. Therese lui les envoie par la poste en utilisant la fiche de vente que Carol avait remplie.
Richard, le petit ami de Therese, veut l'emmener en France avec lui et espère se marier avec elle, mais Therese est mitigée concernant sa relation. Un de leurs amis, Dannie, invite Therese dans les bureaux du New York Times, où il travaille, pour lui faire rencontrer un de ses amis, iconographe. Pendant ce temps, Carol traverse un divorce difficile avec Harge, son mari. Carol appelle le centre commercial pour remercier la personne qui lui a envoyé ses gants et invite Therese à déjeuner. Therese rend visite à Dannie et il l'embrasse, ce qui la met mal à l'aise.
Carol invite Therese dans sa demeure dans le New Jersey. Elle s'arrête pour acheter un sapin de Noël, et Therese prend des photos d'elle. Harge arrive sans prévenir à la maison pour emmener Rindy en Floride pour Noël ; il est suspicieux de Therese car Carol avait déjà eu une aventure quelques années auparavant avec Abby, l'une de leurs amies. Therese est témoin de la dispute. Une fois Rindy partie, Carol, apeurée, emmène Therese à la gare afin qu'elle rentre chez elle.
Carol appelle pour s'excuser et elles se rencontrent de nouveau dans l'appartement de Therese, où Carol lui offre une valise contenant un appareil photo Canon et des pellicules. Carol apprend que Harge compte utiliser le devoir de moralité pour dévoiler l'homosexualité de sa femme et obtenir la garde complète de Rindy. Elle décide de partir en voiture pour échapper au stress du divorce et emmène Therese avec elle. Richard accuse Therese d'être éprise de Carol et que celle-ci se lassera bien vite d'elle. Les deux se disputent et rompent. La deuxième nuit du voyage, Therese rencontre Tommy Tucker, un vendeur.
Le jour du Réveillon de la Saint-Sylvestre, Carol et Therese s'embrassent et font l'amour pour la première fois. Le lendemain matin, elles découvrent que Tucker avait en fait été engagé par Harge pour obtenir des preuves contre Carol. Celle-ci le menace avec un pistolet, mais il annonce déjà avoir envoyé les preuves à Harge. Carol et Therese s'en vont. Le jour suivant, à Chicago, Therese apprend que Carol est repartie chez elle pour se battre pour la garde de sa fille, demandant à Abby de la ramener chez elle. Abby donne à Therese une lettre de Carol. De retour chez elle, Therese téléphone à Carol, mais sachant qu'elle risque de perdre la garde de Rindy si elle continue sa relation avec Therese, Carol raccroche.
Therese crée un portfolio de ses photographies et obtient un emploi au New York Times. Pendant ce temps, Carol est suivie par un psychothérapeute comme condition du divorce. Pendant un rendez-vous mi-avril avec les avocats chargés du divorce, Carol finit par admettre la vérité et refuse de nier sa sexualité. Pour éviter le tribunal et le scandale public, elle dit à Harge qu'il a le droit de la garde de Rindy tout en insistant sur des visites régulières.
Carol écrit à Therese, et elles se retrouvent dans le restaurant de la Ritz Tower. Carol annonce qu'elle a trouvé un emploi dans un magasin de meubles et qu'elle a acheté un appartement sur Madison Avenue. Therese décline l'invitation de Carol de venir vivre avec elle. Carol dit à Therese qu'elle va rejoindre des associés et qu'elles peuvent dîner ensemble si elle change d'avis. Therese ne dit rien et Carol lui chuchote qu'elle l'aime. Elles sont interrompues par Jack, un collègue qu'elle n'avait pas vu depuis plusieurs mois, et Carol s'en va.
Therese accepte d'aller à une soirée avec Jack mais se rend compte qu'elle n'a de lien avec personne. Elle se dirige alors de nouveau à la Ritz Tower. Elle entre dans la salle à manger et voit Carol à une table. D'abord hésitante, elle finit par marcher vers elle. Leurs regards se croisent et Carol sourit, signifiant qu'elle accepte de vivre avec elle.

## Fiche technique
- Titre original : Carol
- Réalisation : Todd Haynes
- Scénario : Phyllis Nagy, d'après The Price of Salt de Patricia Highsmith
- Direction artistique : Judy Becker (en)
- Décors : Jesse Rosenthal
- Costumes : Sandy Powell
- Photographie : Edward Lachman
- Montage : Affonso Gonçalves
- Musique : Carter Burwell
- Production : Elizabeth Karlsen, Tessa Ross, Christine Vachon et Stephen Woolley
- Sociétés de production : Film4 et Number 9 Films ; Killer Films (coproduction)
- Sociétés de distribution : The Weinstein Company (États-Unis), StudioCanal (Royaume-Uni)
- Pays de production : Royaume-Uni et États-Unis
- Langue originale : Anglais
- Format : couleur - 1.85:1 - son Dolby numérique
- Genre : Drame, romance et historique
- Durée : 118 minutes
- Dates de sortie :
  - France : 17 mai 2015 (Festival de Cannes) ; 13 janvier 2016 (nationale)
  - États-Unis : 20 novembre 2015 (nationale)
  - Royaume-Uni : 27 novembre 2015 (nationale)
- Classification :
  - France : tous publics[4]
  - Irlande : les moins de 15 ans doivent être accompagnés d'un adulte[5]
  - Royaume-Uni : interdit aux moins de 15 ans[6]

## Distribution
- Cate Blanchett (VF : Isabelle Gardien ; VQ : Nathalie Coupal) : Carol Aird
- Rooney Mara (VF : Juliette Allain ; VQ : Catherine Brunet) : Therese Belivet
- Kyle Chandler (VF : François Raison) : Harge Aird
- Jake Lacy (VF : Benjamin Bellecour) : Richard
- Sarah Paulson (VF : Odile Cohen ; VQ : Mélanie Laberge) : Abby Gerhard
- John Magaro (VF : Julien Frison) : Dannie
- Cory Michael Smith (VF : Vincent Joncquez) : Tommy
- Kevin Crowley (VF : Arnaud Bedouët) : Fred Haymes
- Nik Pajic (VF : Clovis Fouin) : Phil McElroy
- Amy Warner (VF : Frédérique Cantrel) : Jennifer Aird
- Wendy Lardin (VF : Frédérique Cantrel) : Jeanette Harrison

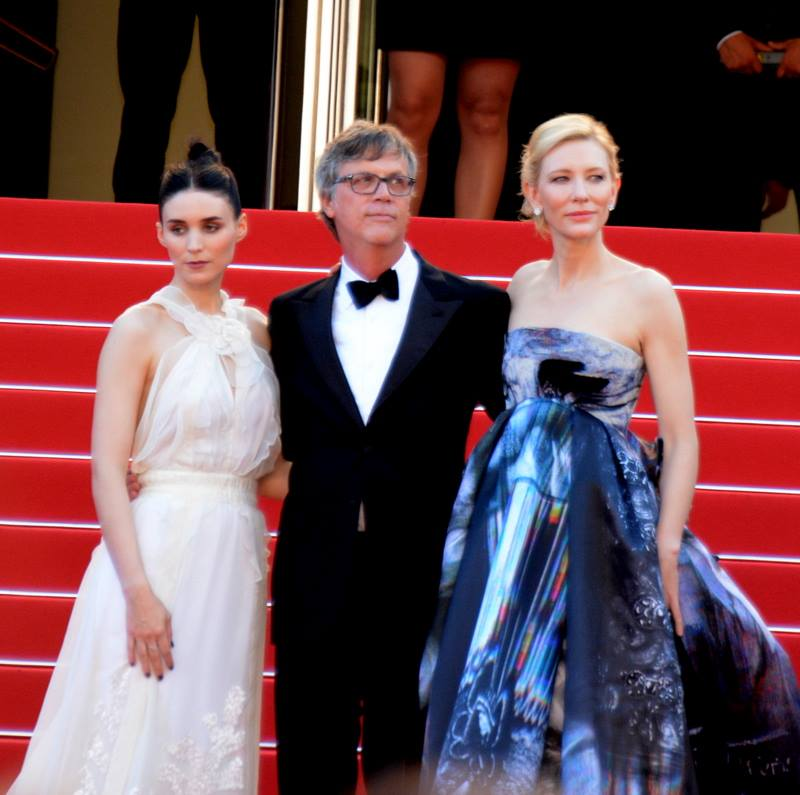
Rooney Mara, Todd Haynes et Cate Blanchett lors de la présentation du film au festival de Cannes 2015.

- Carrie Brownstein : Genevieve Cantrell
- Trent Rowland : Jack Taft
- Jim Dougherty : M. Semco (non crédité)

Version française
Studio de doublage : By Hervé Icovic
Direction artistique : Hervé Icovic
Adaptation : Françoise Monier
 Source et légende : version française (VF) sur RS Doublage et selon le carton de doublage.

## Production

### Genèse et développement
Carol est adapté du roman semi-autobiographique The Price of Salt de Patricia Highsmith, paru en 1952. Le livre a été initialement publié sous le pseudonyme "Claire Morgan" par Coward-McCann après le rejet par l'éditeur de Highsmith, Harper & Brothers. En 1990, Highsmith a accepté de le republier sous son propre nom avec Bloomsbury Publishing et l’a renommé Carol,. Le roman est inspiré par une rencontre entre Highsmith et Mme E.R. Senn (Kathleen Wiggins Senn), une femme blonde qui portait un manteau de vison, alors qu'elle travaillait comme vendeuse au rayon des jouets de Bloomingdale's à New York pendant les fêtes de Noël en 1948. Ce soir-là, elle a écrit un plan de huit pages. Elle le développait quelques semaines plus tard et l’a achevé en 1951,.
 Elle ira jusque chez elle sans oser la rencontrer. Mme Senn, dépressive, se suicida au monoxyde de carbone avant la publication du livre.

### Tournage
Il démarre au début de 2014 et dure 35 jours. Il s’effectue dans la ville de Cincinnati, dans l’Ohio et non à New York. Les responsables du projet justifient ce choix par le fait que les immeubles et les intérieurs de cette ville n’ont pas beaucoup changé depuis les années 1950. Des considérations financières ne sont sans doute pas non plus étrangères à ce choix. De fait le budget de ce film d’époque « se déroulant dans le New York des années 50 » est très modeste : $11,8 millions.

### Bande originale
La musique du film est composée en partie par Carter Burwell mais comporte aussi des titres d'artistes comme The Clovers, Billie Holiday, Georgia Gibbs, Les Paul and Mary Ford, et Jo Stafford. Certains de ces titres font partie intégrante de l'intrigue du film : Thérèse, qui aime le jazz, fait écouter des 33 tours contenant ces morceaux à son amie.
À partir du 20 novembre 2015 cette bande originale est disponible sur le marché.

## Accueil

### La critique
Présenté en avant-première au Festival de Cannes 2015, Carol obtient le prix d’interprétation féminine pour Rooney Mara, ex aequo avec Emmanuelle Bercot. C’est la seule récompense notable que le film recevra. Quand il sort en salle sept mois plus tard, les médias l’accueillent avec bienveillance si ce n’est avec enthousiasme. Le site Allociné comptabilise une note moyenne de 4 sur 5 pour 35 critiques récoltées.
La plupart des critiques s’accordent sur le fait qu’il s’agit d'un mélodrame de qualité et citent Douglas Sirk, le grand maître du genre dans les années 1950. Le Point, Ouest-France et 20 minutes qualifie ce mélo de « flamboyant ». Mais la plupart des critiques saluent plutôt ses qualités formelles, son « brio technique » (Direct Matin), son « élégance » que Les Fiches du Cinéma qualifient de « remarquable » et Femme Actuelle de « feutrée ». Mais à force de « distance » (Cinemateaser) et de « pudeur exemplaire » (La Voix du Nord) le mélo flamboyant manque de flamme, estiment certains : « ... la fièvre de la passion manque parfois », regrette par exemple Paris Match tandis que Voici déplore un « mélo ... à l'écrin splendide, mais au cœur un peu glacé » et Cinemateaser un film qui « marche dans les clous, reste à distance et peine à émouvoir ». VSD regrette pour sa part le jeu de Cate Blanchett, qualifié de « cabotinage ».

### Le public
Box-office  France : 469 598 entrées. Globalement le film rapporte 42,2 millions de dollars à ses producteurs. Il a coûté 11,8 millions, budget modeste pour un film d’époque. Le seuil de rentabilité est ainsi largement dépassé.

## Distinctions

### Récompenses
- Festival de Cannes 2015 : 
  - Prix d'interprétation féminine pour Rooney Mara
  - Queer Palm[17]
- New York Film Critics Circle Awards 2015 :
  - Meilleur film
  - Meilleur réalisateur
  - Meilleur scénario
  - Meilleure photographie
- Classé no 9 dans le Top 10 de 2016 des Cahiers du Cinéma[18].

### Nominations et sélections
- British Independent Film Awards 2015 : meilleur film indépendant international
- Gotham Awards 2015 :
  - Meilleur film
  - Meilleure actrice pour Cate Blanchett

- Golden Globes 2016 :
  - Meilleur film dramatique
  - Meilleur réalisateur pour Todd Haynes
  - Meilleure actrice pour Cate Blanchett et Rooney Mara
  - Meilleure musique de film pour Carter Burwell
- Oscar du cinéma 2016 :
  - Meilleure actrice pour Cate Blanchett
  - Meilleure actrice dans un second rôle pour Rooney Mara
  - Meilleur scénario adapté pour Phyllis Nagy (adapté de Carol de Patricia Highsmith)
  - Meilleure création de costume pour Sandy Powell
  - Meilleure Photographie pour Edward Lachman
  - Meilleure musique de film pour Carter Burwell
- Screen Actors Guild Awards 2016 :
  - Meilleure actrice pour Cate Blanchett
  - Meilleure actrice dans un second rôle pour Rooney Mara

## Autour du film
Ce film est le 6e long-métrage de Todd Haynes ; il s'agit d'une adaptation cinématographique du deuxième roman de Patricia Highsmith, The Price of the Salt, écrit en 1952,, sous le pseudonyme « Claire Morgan ».
Il fait écho au film Loin du paradis, où le même réalisateur, homosexuel affiché, filmait une histoire d'amour interdite dans l'Amérique des années 50,.
Carol a été bien reçue par les groupes de cinéphiles LGBT : un sondage organisé en mars 2016 par le Festival londonien du film Gay et Lesbien le sacre en effet « meilleur film LGBT de tous les temps, devant La Vie d'Adèle et Le Secret de Brokeback Mountain. Par ailleurs, lors du festival de Cannes 2015, le film a reçu la Queer Palm.